# 歐洲倉鼠
歐洲倉鼠，又名黑腹倉鼠，以其黑色胸部和腹部知名。分布自欧洲的比利时到中国新疆的广大地区都可發現牠的蹤跡，一般栖息于森林草原以及草原。该物种的模式产地在德国。